# Jacques Bach
Jacques Bach (* 29. April 1941 in Esch an der Alzette; † 1. März 2013 ebenda) war ein luxemburgischer Fußballspieler.
Bach war Spieler bei Jeunesse Esch. Am 10. Dezember 1961 stand er bei einem freundschaftlichen Länderspiel gegen die französische B-Auswahl erstmals im Kader der Nationalmannschaft. Es blieb sein einziges Länderspiel.  